# František Picko
František Picko (5. února 1828 Kukleny – 15. března 1913 Polička) byl český učitel a hudebník.

## Život
Narodil se 5. února 1828 v Kuklenách, kde absolvoval zdejší obecnou školu. V roce 1845 navštěvoval německý učitelský kurs v Hradci Králové a následujícího roku byl ustanoven učitelským pomocníkem ve svém rodišti. Odtud odešel do Dobřenic, kde působil jako prozatímní podučitel v letech 1846–1851. Dále učiteloval v Osicích (1851–1853), v Dašicích (1853–1859) a od roku 1859 v Poličce, kde v roce 1891 odešel do výslužby po 45leté pedagogické dráze. Přesluhoval jen proto, aby dosáhl pátého přídavku. Na ten šestý by musel odsloužit plných 50 let. Zemřel 15. března 1913 v Poličce.
V roce 1851 vykonal v Hradci Králové učitelskou zkoušku pro školy triviální a o 7 let později jako privatista zkoušku pro hlavní školy. Jeho největším problémem však bylo uživení své rodiny, protože měl 7 dětí. V jak nuzných poměrech žil, můžeme vidět z jeho příjmů. Ve druhém roce svého učitelování měl 12 zl., ve třetím 24 zl. a po 18letém podučitelování se stal konečně v Poličce učitelem 4. třídy s platem 288 zl. Z tohoto důvodu byl nucen si přivydělávat soukromým vyučováním, zvláště hře na klavír, i když nebylo smyčcových a foukacích hudebních nástrojů, na které by nedokázal výtečně zahrát.

## Činnost
Vedle své pedagogické dráhy se věnoval také kulturnímu a společenskému životu, přičemž mu v tom byl velkou oporou jeho hudební talent. V roce 1862 byl jedním ze zakladatelů poličského pěveckého spolku „Kollár“, z jehož koncertních výtěžků byla zařizována obecní knihovna. Při ochotnických divadelních představeních účinkoval v divadelním orchestru, ale několikrát se mihl i v menších rolích. Jeho po celém okolí vyhlášená hra na varhany ho zase předurčovala k účasti na všech církevních obřadech a oslavách.